# Попов, Владимир Филиппович
Владимир Филиппович Попов (11 ноября 1934, Потёмкинская, Сталинградский край — 21 декабря 2014, Пятиморск, Волгоградская область) — председатель колхоза «Россия» Калачёвского района Волгоградской области, Герой Социалистического Труда. Депутат Совета Союза Верховного Совета СССР 11 созыва (1984—1989) от Волгоградской области.

## Биография
Родился 11 октября 1934 года в станице Потемкинская Сталинградской области (ныне — Пугачёвская, Котельниковский район Волгоградской области).
В 1937 году с семьёй переехал в Краснодарский край. В 1952 году в Майкопе окончил школу и поступил в Кубанский сельскохозяйственный институт (г. Краснодар) и в 1957 году окончил его по специальности — учёный зоотехник.
С 1957 года работал зоотехником, защитил звание «младший научный сотрудник». В 1958 году переведён главным зоотехником Городищенского района.
В 1969 году проходил стажировку в Великобритании по изучению опыта в молочно-мясном животноводстве. Во время работы внедрял беспривязное содержание коров с междойкой типа «Ёлочка», искусственное осеменение коров и свиней — впервые в области. Впервые в области заменили стадо крупного рогатого скота на чёрно-пёструю породу, которая в дальнейшем давала по 7,5 тысяч литров молока в год на корову. В свиноводстве заменили сальную породу (крупно-белую) на мясо-сальную породу «Ландрас». Это позволило повысить продуктивность и рентабельность животноводства. Одновременно введены новые формы организации труда — звеньевая система, аккордно-премиальная система оплаты труда.
Совхоз «Советская Россия» стал школой передового опыта в нашей области. За развитие животноводства, внедрение новых форм организации и оплаты труда в 1966 году награждён орденом Трудового Красного знамени, а в 1970 году — медалью «За доблестный труд».
22 февраля 1975 года был избран председателем правления колхоза «Россия» Калачёвского района, где работал до 2 апреля 1994 года. За эти годы проведена полная реорганизация технологических и трудовых процессов в растениеводстве, животноводстве, механизации. Освоено около 2 тысяч гектаров песчаных земель, площадь поливных земель увеличилась с 64 га до 2150 га. Изменена структура посевных площадей в пользу более урожайной озимой пшеницы. Заменён на новый автопарк, тракторный и комбайновый парк. Внедрены новые высокоурожайные сорта зерновых и кормовых культур. В основу организации труда в растениеводстве положен крупногрупповой метод использования техники по Ипатовскому методу, бригадный подряд.
В 1979 году колхозу «Россия» присвоено звание «Хозяйство высокой культуры земледелия». К концу 80-х годов колхоз имел 5700 голов крупного рогатого скота и 3000 голов свиней. Укреплялась экономика, а с ней производственная и социальная сфера колхоза. Колхоз строил жилье, детские садики, объекты культуры и быта. Газифицированы дома колхозников за счёт колхоза, водопровод, поливной водовод для личных подворий, асфальтированы центральные улицы. В 1981 году колхоз был награждён орденом «Трудового Красного знамени».
В 1984 году Владимир Филиппович был избран депутатом ВС СССР от Калачёвского, Дзержинского, Советского и Кировского районов города Волгограда. Выполнил все наказы избирателей. В Дзержинском районе построен 110 квартирный дом и переселены из бараков семьи посёлка Приозёрный, спроектирована, а затем построена троллейбусная дорога по улице Землячки, оказана помощь в приобретении диагностического и лечебного оборудования для вновь построенного «Онкодиспансера», оказана помощь в строительстве и освоении детской спецбольницы, школы, водоканала, телефонной станции, оказывалась помощь районам в вопросах благоустройства города и личных вопросов граждан. Наиболее серьёзный вопрос удалось выполнить по Калачёвскому району. Построен газопровод — 54 км от станции М. Горького до города Калач-на-Дону с отводами по трассе для населённых пунктов: Новый Рогачик, Карповка, Прудбой, Мариновка, Калач. Оказана помощь в строительстве жилого дома на 90 квартир для работников МЖБК.
За выдающиеся производственные достижения, успешное выполнение заданий 11-й пятилетки и социалистических обязательств и проявленную трудовую доблесть Указом Президиума Верховного Совета СССР от 28 августа 1986 года Владимиру Филипповичу Попову было присвоено звание Героя Социалистического Труда.
Принимал активное участие в общественной жизни района, являлся членом президиума ветеранов войны и труда.
Скончался 21 декабря 2014 года в посёлке Пятиморск Калачёвского района Волгоградской области.

## Семья
Жена — Мария Филипповна, работала всю жизнь вместе с мужем. Сын — Сергей Владимирович (умер в 2012 году) работал главным архитектором Калачевского района. Два внука: Владимир продолжил дело отца, Алексей работает инженером.

## Награды
- Герой Социалистического Труда (1986)
- два ордена Ленина (1976, 1986)
- орден Трудового Красного Знамени (1966)
- орден Дружбы народов (1980)
- медаль «За доблестный труд. В ознаменование 100-летия со дня рождения Владимира Ильича Ленина» (1970)
- две серебряные медали ВДНХ
- Почётный гражданин Калачёвского района
- Почётный гражданин города Калач-на-Дону
- отмечен на аллее славы города Калач-на-Дону